# ラザルス・フックス
ラザルス・イマヌエル・フックス（Lazarus Immanuel Fuchs、1833年5月5日 - 1902年4月26日）は、ユダヤ系ドイツ人の数学者で、線型微分方程式の分野における重要な研究により貢献した。

## 生涯
ラザルスはポズナン大公国のモスキン(Moschin、現在の名はモシナ Mosina)で生まれ、ドイツ帝国のベルリンで亡くなった。旧聖マティウス教会墓地のシェーネベルクに埋葬された。セクションHにある墓は保存され、ベルリンの名誉墓碑のリストに入っている。
フックスはフックス群、フックス関数、ピカール・フックス方程式の名祖である。
線型微分方程式
{\displaystyle y''+p(x)y'+q(x)y=0}
の特異点aは、pとqが点aの周りで有理型で、かつ多くとも1か2の位数の極をそれぞれ持つならば、フックシアンと呼ばれる。
フックスの定理によると、この条件は、特異点の正則性に対する必要十分条件、すなわち、
{\displaystyle y_{j}=\sum _{n=0}^{\infty }a_{j,n}(x-x_{0})^{n+\sigma _{j}},\quad a_{0}\neq 0\,\quad j=1,2.}
という2つの線型独立な解の存在を保証するための必要十分条件である。ここで、指数{\displaystyle \sigma _{j}}は微分方程式により決定することができる。{\displaystyle \sigma _{1}-\sigma _{2}}が整数の場合には、この公式は修正する必要がある。
別のよく知られたフックスによる結果はフックスの条件であり、それは次の非線型微分方程式
{\displaystyle F\left({\frac {dy}{dz}},y,z\right)=0}
に対し、動く特異点が自由であるための必要十分条件のことである。
ラザルスは、同じくドイツの数学者であるリヒャルト・フックスの父親である。

## 有名な著作物
- Über Funktionen zweier Variabeln, welche durch Umkehrung der Integrale zweier gegebener Funktionen entstehen, Göttingen 1881.
- Zur Theorie der linearen Differentialgleichungen, Berlin 1901.
- Gesammelte Werke, Hrsg. von Richard Fuchs und Ludwig Schlesinger. 3 Bde. Berlin 1904–1909.